# Tocro à face noire
Odontophorus melanotis
Espèce
Statut de conservation UICN

 NT A2cd+3cd+4cd : Quasi menacé
Le Tocro à face noire (Odontophorus melanotis) est une espèce d'oiseaux de la famille des Odontophoridae.

## Description
Cet oiseau mesure environ 25 cm de longueur. Il présente une gorge noire, une poitrine et un ventre noirs.

## Répartition
Cette espèce vit au Costa Rica, au Honduras, au Nicaragua et au Panama.

## Habitat
Cet oiseau peuple les forêts humides primaires et secondaires des plaines et des collines du niveau de la mer jusqu'à 1 000 m d'altitude.

## Liste des sous-espèces
Selon la classification de référence du Congrès ornithologique international (version 15.1, 2025) :
- Odontophorus melanotis verecundus Peters, JL, 1929 — nord du Honduras ;
- Odontophorus melanotis melanotis Salvin, 1865 — du sud-est du Honduras au Panama.